# 徳川四奉行
徳川四奉行（とくがわよんぶぎょう）は、甲斐国を徳川氏が領有した後に臣従した旧武田氏家臣で、関東移封までの間、甲斐の奉行補佐を行った4名の奉行のことである。
天正10年（1582年）3月、織田・徳川連合軍の甲斐侵攻に伴い武田氏は滅亡する。同年6月の本能寺の変を経て甲斐・信濃の武田遺領を巡る天正壬午の乱が発生し、甲斐は三河国の徳川家康が領有する。天正壬午の乱の過程で武田遺臣の一部は家康に臣従し、成瀬正一の庇護を受け徳川氏に仕えた。徳川四奉行は成瀬正一・日下部定好の両職の補佐に当たり、初期には三枝虎吉、石原昌明（四郎右衛門尉）、市川元松、工藤喜盛が任じられた。
三枝虎吉は天正10年（1582年）12月13日から天正11年（1583年）2月24日まで連署状に署判しており、同年5月14日に死去している。虎吉の後任は、天正11年10月より桜井信忠（安芸守）が務める。なお、『寛政重修諸家譜』によれば、信忠は娘が石原昌明の後室となっている。
その後、家康は豊臣政権に臣従し、天正18年（1590年）に家康は関東へ移封され、武田遺臣も家康に随行する。甲斐国は羽柴秀勝・加藤光泰・浅野長政・幸長親子の豊臣系大名が支配し、この間に甲府城が築城されている。慶長5年（1600年）の関ヶ原の戦いを経て、甲斐国は再び徳川氏が領する。この間、徳川四奉行は文禄2年（1593年）には市川元松が死去し、工藤喜盛は没年不詳であるが慶長年間に死去したと考えられている。そのため、四奉行の後任には慶長6年から小田切茂富（大隅守）、跡部昌忠（九郎右衛門尉）が任じられている。
慶長12年（1607年）8月には小田切茂富・桜井信忠が平岩親吉より甲府城を受け取りを命じられている。『寛永諸家系図伝』によれば、同年には石原昌明が死去している。慶長16年（1611年）には桜井信忠・小田切茂富が死去している。
「四奉行」の呼称は高野山成慶院『甲斐国供養帳』において、慶長12年11月12日に死去した跡部昌忠の追善供養の記載に使われており、慶長期には「四奉行」の呼称が定着していたことが確認される。